# Espectáculo digital
El Espectáculo digital es un amplio concepto que se usa para englobar una variada gamma de producciones con la característica común de incorporar tecnologías y técnicas informáticas en su producción. Cualquier espectáculo puede hacer uso de la multimedia, ya sea en directo, en una sala de teatro o en la calle, pero cuando la tecnología digital es esencial en la producción, entonces hablamos de un espectáculo digital.

## Historia y evolución
La evolución digital del sonido, la música y el espectáculo se ha ido desarrollado a partir de una multitud de experimentos musicales que, poco a poco, apuntaron a la posibilidad de lograr la creación de un nuevo formato de espectáculos basados en los nuevos medios digitales.

### Principios
Podemos encontrar los principios de estos espectáculos digitales en el trabajo de John Cage y sus hallazgos sonoros en los años setenta, y mediante la obra de Pierre Schaeffer y su "Musique concrète". Estas nuevas interpretaciones de la música y su puesta en escena, fueron muy relevantes por lo que posteriormente conseguirían los medios digitales. En ellos ya se siembran algunos de los principios de la producción digital para espectáculos, sobre todo en referencia a las posibilidades de copiar y reproducir sonidos, así como en la posibilidad de mezclar archivos de música ya existentes para producir de nuevos (remix). Los sonidos de ambientes de Brian Eno (músico de electrónica) y las instalaciones y performances audiovisuales de Laurie Anderson (música y artista experimental) también tuvieron una gran influencia en el desarrollo del sonido y de la concepción de la música.
Muchos de los proyectos de medios digitales centrados en la combinación de formas visuales y sonido mantienen la tradición de las performances de luces cinéticas o la "música visual" del animador y pintor abstacto alemán Oskar Fischinger (1900).
Aparte de los remix y de la cultura de los DJ, los proyectos artísticos digitales de sonido y música configuran un amplio territorio que, entre otros, incluye: el puro arte sonoro (sin ningún componente visual), los entornos de instalación audiovisual y software, los proyectos basados en internet que permiten realizarse a tiempo real, las nuevas herramientas de composición elaboradas a partir del multiusuario, los remix, así como los proyectos en red que involucran lugar, público y aparatos nómadas. Muchas obras de arte digitales, desde las instalaciones más sencillas hasta el "Internet Art" tienen componentes de sonido sin estar especialmente focalizados en dichos aspectos musicales.
Los proyectos sonoros y musicales, habitualmente toman la forma de instalaciones interactivas o esculturas que responden a diferentes tipos de acciones del usuario, convirtiéndolos así en información visual y sonora.

### Proyectos relevantes

#### Public Supply
El pionero Max Neuhaus definió nuevas áreas para las actuaciones musicales mediante la puesta en escena de trabajos sonoros en áreas públicas y experimentando con el sonido en red interconectado con un tipo de "arquitectura virtual". En la primera instalación de su proyecto Public Supply (1996), estableció una conexión entre la WBAI (estación de radio de Nueva York) y una telefónica, implementando un "espacio aural" de veinte kilómetros alrededor de la ciudad de Nueva York, donde los participantes podían intervenir en la actuación o performance mediante una llamada telefónica.

#### Audiovisual Environment Suite
Entre los artistas que han explorado en profundidad los protocolos de la comunicación en la creación simultánea y interconexión de imagen y sonido, encontramos a Golan Levin, un artista, compositor, performer e ingeniero, que recibió su graduado en el MIT Media Lab, donde estudió junto a John Maeda en el Aesthetics and Computation Group. Levin creó el "Audiovisual Environment suite" (la suite de ambientación audiovisual) entre 1998 y 2000, el cual consiste en un software interactivo que sigue la creación y manipulación simultánea de contenido visual y sonoro a tiempo real. El programa se esfuerza en establecer conexiones inherentes, "orgánicas", entre el despliegue de la música y las formas visuales.

#### Glasbead
Los conceptos de espacio multiusuario, el juego, y el hecho de compartir archivos, se centran en el software Glasbead de John Klima (1999): una interfaz musical colaborativa de multiusuario. Un tipo de instrumento, y juego al mismo tiempo, que permite a los jugadores importar archivos musicales y crear una miríada de paisajes sonoros. La interfaz consiste en una serie de estructuras circulares que se encuentran en rotación con unos tallos que se parecen a martillos y campanas. Los archivos sonoros pueden ser importados a las campanas y se hacen llegar a los martillos mediante las anteriores flints. Mientras que Glasbead crea un mundo contenido donde los sonidos y las representaciones visuales se mejoran entre ellas, este permite que más de una veintena de jugadores participen en una "jam session" todos juntos y de forma remota. El proyecto nació a partir de inspirarse en la novela de Hermann Hesse: Das Glasperlenspiel (traducido en inglés como Magister Ludi) donde se aplica la geometría de la música para la construcción sinestética de micro-mundos.

#### Telesymphony
La creación participativa de paisajes sonoros también es explotada de forma creciente por el uso de "instrumentos" o herramientas portátiles, como es el caso de los teléfonos móviles
Expandiendo su trabajo musical a los aparatos digitales móviles, Golan Levin creó el Telesymphony Archivado el 23 de diciembre de 2018 en Wayback Machine. en 2001 (con nueve colaboraciones), una actuación donde los sonidos fueron generados por el timbre de llamada coreografiada y configurada de los móviles del público. El concierto tuvo lugar a el "Ars Electronica Festival" en Linz el 2001. Se pidió el número de teléfono de cada uno de los miembros del público en el espacio web antes del acontecimiento y, a cambio, recibían su ticket con un lugar asignado en el hall del concierto. Los nuevos tonos de llamada se descargaban de forma automática a cada uno de los móviles. Así pues, ya se tenían todas las condiciones necesarias para el concierto: el número de cada espectador grabado, el asiento y el respectivo tono de llamada; la actuación ya podía ser coreografiada de forma cuidadosa por los músicos/performers.
De este modo, el público se convirtió en una melodía distribuida en un espacio "celular", donde las interrupciones habituales producidas por llamadas a miembros del público se incorporaban a la melodía del resto del espectáculo.

#### Telephony
Un proyecto hecho por Thomson & Craighead llamado Telephony (2001), permitió a los espectadores llegar a una galería donde participantes remotos marcaban una cuadragésima de números de teléfono que se encontraban instalados en forma de parrilla a la pared. De modo que los teléfonos empezarían entonces a recibir y hacerse llamadas entre ellos, creando un espacio de audio en capas.

#### Ping
Ping (2001) es una escultura sonora desarrollada por el americano Chris Chafe, y el suizo Greg Niemeyer. Se trata de un proyecto de red sonora conducido por información que viaja por internet. El sonido creado por las instalaciones contacta los servidores para ver si se puede establecer una conexión y así proveer una forma de medir la distancia y el tiempo. Ping traduce el retraso temporal del flujo de datos en información auditiva a través de la información, y los usuarios pueden escoger los instrumentos y escalas o la configuración del altavoz.

## Tecnología digital y música en directo

### El concierto como espectáculo
Para poder hablar de la parte tecnológica y digital en el caso de los espectáculos musicales, hace falta primero remarcar que el planteamiento se basa sobre los elementos que hacen que el espectáculo musical sea un espectáculo; no en los elementos del espectáculo musical lo hacen musical. Por lo tanto, todas las tecnologías de las cuales se hablan a continuación hacen referencia a la estética de la actuación, no la estética de la música.
Durante años, se ha estudiado la práctica tradicional del espectáculo aplicando herramientas (ordenadores) para ayudarnos a analizar música con significados tradicionales. ¿Pero qué pasa cuando los ordenadores y de la tecnología moderna se utilizan para los conciertos de música en directo? De repente aparece un problema: es probable que la audiencia no termine de entender la actuación desde un punto de vista directo y físico, pero a la vez, quizás esto no es lo realmente importante.
Independientemente de la cultura de cada uno de ellos, está claro que entre el performer y la audiencia se establece una relación. Esta relación está condicionada por muchos factores, algunos de los cuales son la confianza y el hecho de entender qué está haciendo el artista arriba del escenario. Normalmente, este vínculo también se forma cuando el artista hace algo que la audiencia no puede hacer, lo cual maravilla. Es este uno de los motivos principales por los cuales la gente va a conciertos, y la tecnología es una herramienta perfecta para explotar esta capacidad de sorprender al público. Pero, irónicamente, esto también ha permitido que algunas actuaciones musicales se conviertan en simples castillos de fuegos, donde solo destacan las cualidades extramusicales del espectáculo.

### Resumen histórico
Durante el siglo XX las fronteras de la música y el rendimiento de los espectáculos empiezan por la tonalidad, la serialidad, etc. También podemos ver cómo las diversas fases filosóficas y teóricas sobre la música permiten aumentos y disminuciones de la tecnología dentro del mundo musical. Esta conclusión lógica ya la podemos ver en la obra 4'33 de John Cage en 1952. De todos modos, la liberación del sonido en este periodo no solo fue estética, sino que también tecnológica, concretamente en cuanto a aquello electroacústico y más adelante en la música electrónica.
Actualmente, la música electrónica a madurado, y los dispositivos son lo bastante veloces como para explorar las posibilidades que ofrecen los ordenadores. En los principios de la música electrónica, la única forma de crear un espectáculo era mediante la cinta -la grabación, donde no había la necesidad de mantener a alguien en el escenario, ya que se trataba de una simple reproducción.
Desde el los inicios de la música -obtenidos mediante evidencia arqueológica- hasta ahora, esta era reproducida acústicamente y, por lo tanto, siempre era evidente la conexión entre la actuación física (y/o vocal) del artista (como se producía el sonido). Había una relación casi directa entre el gesto y el resultado. Mientras que en la actualidad no se tiene por qué seguir las leyes de la física, ya que se tiene a mano el poder de las máquinas como intérpretes e intermediarios entre la actuación física y el sonido producido. Esto significa que existe la posibilidad de ir más allá de la relación usual causa-efecto entre artista e instrumento.

### El dilema del artista
Este es uno de los ejes centrales de toda discusión sobre la introducción de la tecnología en los espectáculos de música. Definir cuál es el peso que tiene la música y cuál es el peso tiene la tecnología a la hora de crear un espectáculo. El papel clave, en este caso, lo tiene la audiencia, ya que la gran industria se regirá por aquello que quieran los espectadores. El poder de la audiencia determinará el papel de aquellas producciones musicales más comerciales. Por lo tanto, el artista debe tener claro cuáles son sus objetivos: saber qué quiere priorizar (independientemente de buscar el espectáculo) a la hora de dar más importancia a la música o a la tecnología (desde el punto de vista visual).
Sin duda pero, la introducción de unos buenos visuales (término en inglés de proyecciones en conciertos), o cualquier otro tipo de elementos tecnológicos, será un buen aliado a la calidad musical, acentuando el efecto expresivo de esta y creando todo tipo de atmósferas, donde la experiencia del público puede ser exponencialmente más profunda.

## La importancia de los visuales
El gran avance tecnológico en el campo de la música en directo ha sido la incorporación de contenido visual, que en los últimos años ha adquirido un peso extraordinario en los espectáculos con grandes presupuestos, donde las pantallas son el elemento tecnológico principal del espectáculo. Esto ha permitido un gran desarrollo tecnológico por tres bandas. En primer lugar, los requerimientos que gráficamente se necesitaban para llevar a cabo un determinado estilo de proyecciones han permitido una gran inspección de la textura y los colores de los gráficos exclusivamente virtuales para conciertos. En segundo lugar, se ha producido una gran experimentación entre los formatos de producciones visuales en directo, que permiten ser producidos y generados en el mismo momento del concierto (esto ha permitido la aparición de los videojockey). En tercer, y último, lugar, también es importante mencionar la importancia en desarrollar los dispositivos que permiten la proyección de todo esto, ya que las pantallas son un elemento imprescindible. La digitalización del espectáculo permite coordinar las acciones de los artistas con todo tipo de efectos especiales, así como la pirotecnia, el confeti o el humo, que están pre-progamados de tal forma que el artista pueda manejarlos desde arriba mismo del escenario.

### VisualsDigitales
Este concepto adoptado del inglés, visuals, hace referencia a todo aquel contenido multimedia visual que se proyecte en los conciertos y espectáculos en directo. En la actualidad se pueden encontrar de todos tipos. La investigación para conseguir un resultado espectacular que genere una experiencia increíble para el espectador, es una idea golosa, puesto que se mueve en esta un interés de grandes presupuestos. Esto, junto con la voluntad de innovar de los artistas, hac que este sea, sin duda, un campo en pleno auge.

#### Visuales pre-producidos
Este tipo de proyecciones han sido las pioneras para desarrollar la experiencia visual en los espectáculos de gran formato. Se trata del primer tipo de proyecciones que nacen a partir de la década de los 50, junto con el auge del género pop y las grandes producciones escenográficas de los conciertos de gran formato.
En su etapa primaria, consistían básicamente en vídeos muy similares a los recientemente popularizados videoclips. Como un tipo de videoart, con imágenes formalmente atractivas, yuxtapuestas entre sí por medio del montaje, que acaban resaltando la intención expresiva del artista. Su producción se hizo principalmente en platós y con mucha influencia del montaje. No eran, todavía, espectáculos tecnológicos.

#### Visuales generados a tiempo real
Esta ha sido una de las incorporaciones más rompedoras en el ámbito de las proyecciones visuales en espectáculos. Se trata de un software que permite al editor producir imágenes gráficas en movimiento a tiempo real. Esto ha permitido que a la era de los DJ se  sumen los VJ. Estos artistas son capaces de adaptar las imágenes que se muestran en la pantalla según la música que suena en cada momento. Esto es posible mediante un software de alta complejidad tecnológica que sepa convertir los largos algoritmos en representaciones más simples interpretables por los artistas. Pues, hay que remarcar que la gran facilitación en el uso depende de los conocimientos por parte del usuario.

##### Software VJ
Los principales programas de software que permiten realizarlo son:
- VDMX
- ProVideoPlayer 2
- Resolume
- MadMapper
- Modul8
- Arkaos GrandVJ

#### Vídeos en directo a las pantallas
El siguiente paso se ha producido en grandes giras internacionales, como por ejemplo la gira "The formation tour" de Beyoncé, donde se disponen de grandes presupuestos. En este caso, la innovación consistió en incorporar vídeos de la actuación grabados en directo e añadirlos en la producción de visuales. De este modo, al contenido visual generado previamente se suma a la coreografía de la cantante dentro de un marco audiovisual producido. Se trata pues, no solo de ver la actuación en directo en la pantalla grande del concierto (lo cual ya se popularizó durante la década de los cincuenta), sino de integrar las imágenes en directo dentro del espectáculo visual programado. 